# 高野 (弘前市)
高野（こうや）は、青森県弘前市の大字で、旧中津軽郡東目屋村国吉の一部。郵便番号は036-1431。

## 地理
当地の北部を沿うように岩木川が流れ、岩木川をはさんで北は国吉、東から南にかけて旧中津軽郡相馬村紙漉沢、西は平山・吉川に接する。

### 小字
小字としてオツカ沢・突山・山越・山元がある。

## 歴史

### 沿革
- 1974年（昭和49年） - 国吉の一部から分離、高野になる。

### 地名の由来
かつての子字名、高野から。

## 世帯数と人口
2017年（平成29年）6月1日現在の世帯数と人口は以下の通りである。
| 丁目             | 世帯数 | 人口  |
| ---------------- | ------ | ----- |
| 高野（小字全域） | 44世帯 | 127人 |

## 施設

### 工業
- 佐々木住建
- 成田板金工業
- 旭平硝子加工

### 公共
- 高野集会所

## 小・中学校の学区
市立小・中学校に通う場合、学区は以下の通りとなる。
| 大字 | 番地 | 小学校               | 中学校               |
| ---- | ---- | -------------------- | -------------------- |
| 高野 | 全域 | 弘前市立東目屋小学校 | 弘前市立東目屋中学校 |

## 交通
- 弘南バス

高野（弘前 - 田代・川原平・大秋線）停留所